# Марија Спиридонова
Марија Александровна Спиридонова (Тамбов, 16. октобар 1884 — Орел, 11. септембар 1941) је била руски револуционар, терориста и политичар, позната као један од истакнутих лидера леве фракције социјалиста-револуционара у време Руске револуције.
Рођена је у племићкој породици, а током Прве руске револуције придружила се Партији социјалиста-револуционара (СР или „СР“), која је у то време пропагирала и практиковала тероризам као средство за свргавање царског режима. 16. јануара 1906, она је пуцала и убила локалног начелника безбедности у Борисоглебску са револвером. Њен чин изазвао је велику пажњу јавности, али и симпатије, након што се у руским либералним круговима проширила вест да су је након хапшења Козаци подвргавали мучењу, злостављању, па чак и силовању. 11. марта Спиридонова је осуђена на смрт, али је судско веће препоручило помиловање у пресуди; препорука је прихваћена, а 20. марта казна је промењена у затвор, где је била на издржавању у Сибиру. Иако није била у јавности наредних 11 година, уживала је статус мученице у руским револуционарним круговима.
Из затвора је пуштена након фебруарске револуције 1917. године. После тога је дошла у Санкт Петербург, где је постала шеф градске организације. Током Октобарске револуције одлучила је да сарађује са бољшевицима, а почетком следеће године била је једна од ретких вођа социјалистичке револуције која је подржала Лењинову одлуку да потпише неповољни Брест-литовски мир за Русију. Када се, након само неколико месеци, испоставило да су његове одредбе изузетно тешке за руске сељаке, од којих су многи прешли под контролу Централних сила, она је пристала на план за провокацију совјетске Русије у Први светски рат . 6. јула 1918. године дошло је до устанка левих социјалиста . Међутим, трупе одане бољшевицима брзо су га угушиле, а Спиридонова је ухапшена. Свесни њене репутације мученице, бољшевичке власти су је 27. новембра на тајном суђењу осудиле на необично благу казну од годину дана затвора, али је истог дана пуштена. Након тога, Спиридонова се јавно одрекла тероризма и насиља, користећи сваку прилику да јавно критикује бољшевички режим, а 24. фебруара 1919. поново је осуђена на годину дана затвора из којег је на кратко побегла и неко време илегално живела у Москви чекајући поновно хапшење и смештај у психијатријску болницу. Коначно је пуштена 18. новембра 1921, под условом да „заустави сваку политичку активност“. Спиридонова је испунила овај услов и наредне године живела у потпуној анонимности.
Међутим, током Велике чистке 1937. године нашла се на списку потенцијалних „ државних непријатеља “ и ухапшена је под оптужбом да намерава да организује сељачки устанак против совјетске власти. 8. марта 1937. године, Војни колегијум Врховног суда СССР-а формално ју је осудио на 25 година затвора, док је била на издржавању казне. У септембру 1941. године, неколико месеци након почетка немачке инвазије, шеф НКВД-а предложио је ликвидацију тамошњих затвореника, што је одобрио Стаљин. Марија Спиридонова је тако постала жртва масакра у Медведеву. Пресуде на основу којих је затворена и погубљена поништене су, односно рехабилитоване 1988. и 1992. године.
Мариа Спиридонова појављује се као лик у совјетском историјском филму 6. јул 1968, у којем је њен лик тумачила Ала Демидова.